# Menophra codra
Menophra codra là một loài bướm đêm trong họ Geometridae.